# J&T Banka
J&T BANKA, a.s. je bankovní instituce působící na českém finančním trhu od roku 1998. Banku většinově vlastní skupina J&T Finance Group, jejímiž akcionáři jsou slovenští podnikatelé Ivan Jakabovič a Jozef Tkáč (každý s podílem 40,05 %). Zbývajících podíl je v majektu čínské investiční společnosti CITIC Group Corporation.

## Historie
- 1994 – založení první společnosti J&T na Slovensku[4]
- 1995 – založení J&T Finance Group, a. s., společnosti zastřešující všechny činnosti J&T
- 1998 – J&T vstoupila na trh českého bankovnictví akvizicí Podnikatelské Banky, a. s.; toho času v nucené správě[5]
- 2006 – J&T vstoupila do oblasti švýcarského bankovnictví akvizicí IBI Bank[6]
- 2006 – J&T otevřela pobočku na Slovensku[7]
- 2007 – J&T vstoupila na ruský trh akvizicí banky Tretij Rim[7]
- 2008 – J&T vstoupila na americký kontinent získáním 90 % akcií Bayshore Bank & Trust na Barbadose[8]
- 2009 – J&T vstoupila na trh s termínovanými vklady Clear Deal
- 2010 – J&T koupila finanční skupinu Atlantik[9]
- 2012 – J&T otevřela pobočku, banko-kavárnu TRINITI v Brně
- 2012 – J&T otevřela pobočku, banko-kavárnu Elektra v Ostravě[10]
- 2014 – J&T koupila chorvatskou banku VABA[11]

## Vlastnická struktura
Jediným akcionářem je J&T Finance Group SE se sídlem Sokolovská 700/113a, Karlín, 186 00 Praha 8, jejímiž vlastníky jsou Ivan Jakabovič (40,05 %), Jozef Tkáč (40,05 %) a Rainbow Wisdom Investments Limited se sídlem v Hongkongu (9,9 %), patřící pod čínský státní konglomerát CITIC Group Corporation .
Základní kapitál J&T Banky zapsaný v obchodním rejstříku činí 10 638 127 000 korun.

## Působnost
Do skupiny J&T kromě české J&T Banky a její slovenské pobočky, mimo jiné patří také chorvatská banka J&T Banka d.d., banka J&T Trust Inc. se sídlem na Barbadosu, nebo například J&T Wine Holding SE.